# Robert Harmon
Robert Harmon (1953) è un regista statunitense.

## Filmografia

### Cinema
- The Hitcher - La lunga strada della paura (The Hitcher ) (1986)
- Teneramente in tre (The Tender) (1991)
- Accerchiato (Nowhere To Run) (1993)
- The Crossing (2000)
- They - Incubi dal mondo delle ombre (They) (2002)
- Highwaymen - I banditi della strada (Highwaymen) (2004)

### Televisione
- Gotti (Gotti: The Rise and Fall of a Real Life Mafia Don) – film TV (1996)
- Level 9 – serie TV (2000-2002)
- L'alba del D-Day (Ike: Countdown to D-Day) – film TV (2004)
- Jesse Stone, Stone cold - Caccia al serial killer  – film TV (2005)
- Jesse Stone, Passaggio nella notte  – film TV (2006)
- Jesse Stone, Missing dispersa – film TV (2006)
- Jesse Stone, Sea Change - Delitto perfetto – film TV (2007)
- Jesse Stone, Nel mezzo del nulla – film TV (2009)
- Jesse Stone, Nessun rimorso – film TV (2010)
- Jesse Stone, Operazione Mosca – film TV (2011)
- Jesse Stone, Benefit of the doubt - Trappola di fuoco – film TV (2012)
- Jesse Stone, Lost in paradise – film TV (2015)
- Blue Bloods – serie TV, vari episodi (2010)